# Eve Tushnet
Eve Tushnetová (*1978) je americká katolická autorka a blogerka. Své články publikovala v The American Spectator, Commonweal, National Catholic Register, National Review, a The Washington Blade.

## Život
Narodila se do rodiny Marka Tushneta a Elizabeth Alexandrové. Ve svých 13 nebo 14 letech si uvědomila svou homosexuální orientaci a prošla coming outem. Od roku 1996 studovala na Yaleově univerzitě. V roce 1998 konvertovala ke katolicismu. Její rodiče řídí vězeňský projekt American Civil Liberties a její sestra Rebecca Tushnetová vyučuje právo na Georgetownské univerzitě.
Eve Tushnetová žije v celibátu.

## Dílo
- A Story Like Mine (2009)
- Gay and Catholic: Accepting My Sexuality, Finding Community, Living My Faith. ISBN 978-1594715426. (2014)
- Amends: A Novel (2015)